# Бојан Настић
Бојан Настић (Власеница, 6. јул 1994) босанскохерцеговачки је фудбалер који тренутно наступа за Јагелонија Бјалисток. Висок је 182 центиметара и игра на позицији левог бека. Прошао је све млађе селекције репрезентације Србије. За сениорску репрезентацију Босне и Херцеговине дебитовао је 2018. године.

## Каријера

### Војводина
Средином 2009. године, Настић се из матичне Власенице преселио у новосадску Војводину као петнаестогодишњак. Првом тиму овог клуба прикључен је као омладинац, а премијерни суперлигашки наступ уписао је 7. априла 2012. године у поразу од Рада на стадиону Карађорђе у Новом Саду, што је уједно био и његов дебитантски наступ у дресу Војводине. Свој први гол у сениорској каријери, Настић је постигао у првенственом дуелу против крушевачког Напретка, 25. маја 2014. У стрелце се уписао још и 19. септембра 2015. године, када је, као и приликом његовог дебитантског наступа, Војводина поражена од Рада на свом терену. Током сезоне 2015/16, Настић је као један од играча са најдужим стажом у екипи, забележио укупно 35 наступа у свим такмичењима. Као капитен предводио је екипу Војводине у утакмици против Црвене звезде, 2. априла 2016, која је завршена без победника, али и без постигнутих голова. Након седам година и 105 званичних наступа, Настић је по истеку уговора напустио клуб лета 2016. године као слободан играч.

### Генк
Почетком августа 2016, Настић је договорио сарадњу са белгијским Генком. Са овим клубом потписао је двогодишњи уговор са опцијом продужења на још годину дана. На званичној промоцији задужио је дрес са бројем 3. Истог месеца је и дебитовао за клуб у утакмици против Зулте Варегема.

## Репрезентација
Настић је прошао све млађе категорије репрезентације Србије од узраста испод 17 до узраста испод 21 године старости. Као селектор репрезентације до 23 године, Милан Раставац је уврстио Настића на списак играча за ревијалну утакмицу против Катара 22. децембра 2015. године. Настић је тада дебитовао за ову селекцију, игравши до 70. минута утакмице.
Како поседује држанљанства Србије, односно Босне и Херцеговине, Настић је крајем 2016. обелоданио да је контактиран од стране фудбалског савеза Босне и Херцеговине. За сениорску репрезентацију Босне и Херцеговине Настић је дебитовао 28. маја 2018. године у пријатељској утакмици против Црне Горе. Настић је играо до 80. минута утакмице, када је селектор Роберт Просинечки уместо њега на терен послао Тонија Шуњића.

## Статистика

#### Клупска
| Клуб      | Сезона   | Лига              | Лига | Лига   | Национални куп | Национални куп | Европа | Европа | Остало | Остало | Укупно | Укупно |
| Клуб      | Сезона   | Дивизија          | Нас. | Голова | Нас.           | Голова         | Нас.   | Голова | Нас.   | Голова | Нас.   | Голова |
| --------- | -------- | ----------------- | ---- | ------ | -------------- | -------------- | ------ | ------ | ------ | ------ | ------ | ------ |
| Војводина | 2011/12. | Суперлига Србије  | 1    | 0      | 0              | 0              | —      | —      | —      | —      | 1      | 0      |
| Војводина | 2012/13. | Суперлига Србије  | 14   | 0      | 0              | 0              | 0      | 0      | —      | —      | 14     | 0      |
| Војводина | 2013/14. | Суперлига Србије  | 18   | 1      | 2              | 0              | 3      | 0      | —      | —      | 23     | 1      |
| Војводина | 2014/15. | Суперлига Србије  | 28   | 0      | 2              | 0              | 2      | 0      | —      | —      | 32     | 0      |
| Војводина | 2015/16. | Суперлига Србије  | 25   | 1      | 2              | 0              | 8      | 0      | —      | —      | 35     | 1      |
| Војводина | Укупно   | Укупно            | 86   | 2      | 6              | 0              | 13     | 0      | —      | —      | 105    | 2      |
| Генк      | 2016/17. | Прва лига Белгије | 8    | 0      | 1              | 0              | 4      | 0      | 6      | 0      | 19     | 0      |
| Генк      | 2017/18. | Прва лига Белгије | 18   | 0      | 5              | 0              | —      | —      | —      | —      | 23     | 0      |
| Генк      | Укупно   | Укупно            | 26   | 0      | 6              | 0              | 4      | 0      | 6      | 0      | 42     | 0      |
| Каријера  | Каријера | Каријера          | 112  | 2      | 12             | 0              | 17     | 0      | 6      | 0      | 147    | 2      |

1. ↑  Наступи у плеј-офу за Лигу Европе

- Ажурирано 29. маја 2018. године[1]

#### Репрезентативна
| Босна и Херцеговина | Босна и Херцеговина | Босна и Херцеговина |
| Год                 | Ута                 | Гол                 |
| ------------------- | ------------------- | ------------------- |
| 2018                | 3                   | 0                   |
| 2019                | 1                   | 0                   |
| Укупно              | 4                   | 0                   |

- Ажурирано 29. новембра 2019. године[1]